# Anacroneuria cruza
Anacroneuria cruza és una espècie d'insecte plecòpter pertanyent a la família dels pèrlids.

## Descripció
- Els adults posseeixen una taca fosca al cap més o menys rectangular.
- Les ales anteriors del mascle fan més de 9 mm de llargària.[5]

## Hàbitat
En el seu estadi immadur és aquàtic i viu a l'aigua dolça, mentre que com a adult és terrestre i volador.

## Distribució geogràfica
Es troba a Sud-amèrica: Veneçuela.